# Paterno (film)
Paterno (titlu original: Paterno) este un film american biografic de televiziune din 2018 regizat de Barry Levinson. Rolurile principale au fost interpretate de actorii Al Pacino, Riley Keough și Kathy Baker. A fost nominalizată la Premiul Emmy pentru cel mai bun film TV și la Premiul Emmy pentru cea mai bună regie pentru o miniserie, film TV sau program dramatic special.

## Prezentare
Prezintă viața antrenorului de fotbal american Joe Paterno și cariera sa care s-a finalizat cu demisia sa în urma scandalului de abuz sexual asupra copiilor de la universitatea de stat din Pennsylvania din 2011.

## Distribuție
- Al Pacino - Joe Paterno
- Riley Keough - Sara Ganim
- Kathy Baker - Sue Paterno
- Greg Grunberg - Scott Paterno
- Annie Parisse - Mary Kay Paterno
- Ben Cook - Aaron Fisher
- Jim Johnson - Jerry Sandusky
- Peter Jacobson - David Newhouse
- Larry Mitchell - Jay Paterno
- Darren Goldstein - Mike McQueary
- Kristen Bush - Dawn Fisher
- Sean Cullen - Dan McGinn
- Steve Coulter - Tim Curley
- Tom Kemp - Graham Spanier
- William Hill - Tom Bradley
- Michael Mastro - Guido D'Elia
- Josh Mowrey - Ron Vanderlinden
- Murphy Guyer - Gary Schultz